# 日本赤十字社银色有功章
日本赤十字社银色有功章（日语：／）是由日本赤十字社对从事志愿服务、大量捐款及对献血事业作出贡献者长期颁授的一种纪念章，分为楯式与杯式两种；上位纪念章为金色有功章。

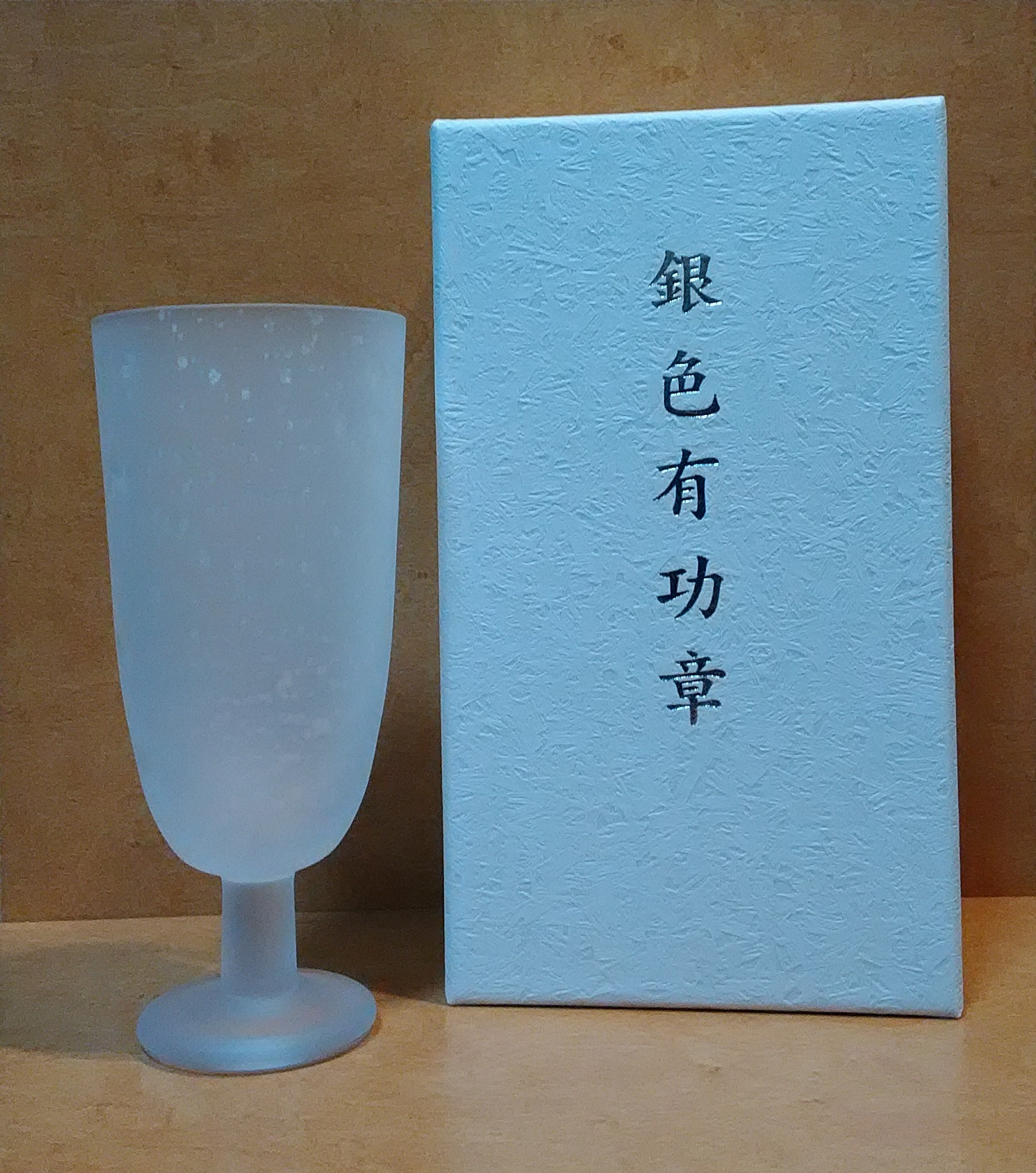
杯式银色有功章

根据《日本赤十字社有功章社員章等贈与規則》，一次性或累计捐助20万至50万日元活动资金者，根据捐助者意向，可向个人或法人颁呈楯式银色有功章。此外，个人献血70次以上或献血推进团体持续活动15年以上者，可以获颁杯式银色有功章与明信片大小的感谢状。 